# Iwan Semjonowitsch Tschuikow

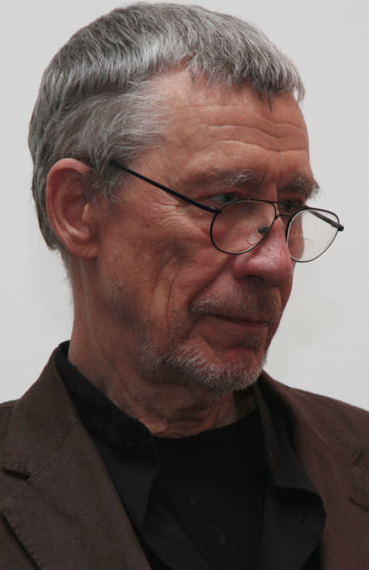
Iwan Semjonowitsch Tschuikow (2011)

Iwan Semjonowitsch Tschuikow (russisch Иван Семёнович Чуйков, engl. Transkription Ivan Semionovic Chujkov; * 22. Mai 1935 in Moskau; † 11. November 2020 in Köln) war ein russischer Maler. Er besuchte von 1949 bis 1954 die Moskauer Kunstschule und studierte von 1954 bis 1960 an der Surikow-Hochschule. Seit 1957 hatte er Ausstellungen in der Sowjetunion. Von 1960 bis 1962 war er Dozent an der Kunstschule von Wladiwostok. 1968 wurde er Mitglied des Kunstverbandes der Sowjetunion. Ab 1977 durfte er auch im westlichen Ausland ausstellen.

## Ausstellungen
- 1979: „Trois Photographes Sovietique“ im Centre Pompidou, Paris (zusammen mit A. Abramow und I. Makarevich)
- 1996: „Fragmente der Leere“ in der Galerie Inge Baecker, Köln
- 1998: Retrospective in Tretjakow Galerie, Moskau